# Herr Gurka
Herr Gurka, egentligen Här dansar Herr Gurka, är en barnsång skriven av barnboksförfattaren Lennart Hellsing och tonsatt av pianisten och musikkritikern Knut Brodin (1898–1986), publicerad 1947 i boken Nyfiken i en strut.

## Publikation
- Nyfiken i en strut, 1947
- Lek med toner, 1971
- Barnvisor och sånglekar till enkelt komp, 1984
- Barnens svenska sångbok, 1999, under rubriken "Sånger för småfolk"